# Data Retention and Investigatory Powers Act
Der Data Retention and Investigatory Powers Act 2014, kurz DRIPA, während der parlamentarischen Debatte auch Data Retention and Investigatory Powers Bill, dt. Gesetz von 2014 zur Vorratsdatenspeicherung und zu den Ermittlungsbefugnissen, ist ein britisches Gesetz zur Vorratsdatenspeicherung. 

## Entstehungsgeschichte
Die Richtlinie 2006/24/EG über die Vorratsspeicherung von Daten wurde in Großbritannien im Jahr 2007 mit den Data Retention (EC Directive) Regulations in nationales Recht umgesetzt. Solche Regulations sind etwa mit deutschen Rechtsverordnungen vergleichbar. 
Der Europäische Gerichtshof erklärte die Richtlinie mit Urteil vom 8. April 2014 für unvereinbar mit dem in Art. 7 und 8 der Charta der Grundrechte der Europäischen Union (GRCh) verankerten Fernmeldegeheimnis mit der Folge, dass auch die britischen Regulations gegen EU-Recht verstießen und nichtig waren.
Um diese Regelungslücke zu schließen, wurde der Gesetzesentwurf für den Data Retention and Investigatory Powers Act am 14. Juli 2014 im House of Commons eingereicht und am darauf folgenden Tag beschlossen. Am 16. Juli 2014 wurde der Entwurf im House of Lords eingereicht und am 17. Juli beschlossen. Der Data Retention and Investigatory Powers Bill wurde noch am gleichen Tag mit einem Royal Assent versehen und wurde so zum Gesetz.
In der Debatte erläuterte Secretary of State Theresa May, dass dieses Gesetz lediglich den Status quo aufrechterhalten würde. Außerdem verteidigte David Cameron den Gesetzesentwurf damit, dass man die Regelung brauche, um sich vor Kinderschändern und Terroristen zu schützen. Der Entwurf wurde jedoch von namhaften Politikern im House of Lords kritisiert. So fragte sich Lord Butler, warum das Gesetz mit Yahoo und Microsoft so lange diskutiert wurde, die Regierung es jedoch nicht für notwendig hielt, es im Parlament für einige Zeit zu diskutieren.

## Inhalt
Der erste Teil des Gesetzes geht ganz auf die Vorratsdatenspeicherung ein. Der Secretary of State kann dabei von Telekommunikationsfirmen verlangen, die Verbindungsdaten zu speichern. Die Speicherung darf jedoch höchstens 12 Monate dauern, allerdings kann dies vom Secretary of State für verschiedene Datentypen spezifiziert werden.
Der dritte und vierte Teil des Gesetzes spezifizieren den Regulation of Investigatory Powers Act (kurz RIPA). Demnach soll Wirtschaftsspionage nur unter der Beachtung der nationalen Sicherheit durchgeführt werden. Ausländische Internetanbieter, die Dienstleistungen für Briten vorhalten, können verpflichtet werden, Daten über ihre Kunden zu speichern.

## Vereinbarkeit mit EU-Recht
Das Gesetz spezifiziert nicht, welche Daten genau gespeichert werden müssen. So wäre die Kommunikation zwischen einem Arzt und seinem Patienten oder einem Anwalt und seinem Klienten nicht ausdrücklich ausgenommen. Zudem wird in dem Gesetz bzw. im Regulation of Investigatory Powers Act 2000 (RIPA), der durch das Gesetz ergänzt wird, eine sehr weite Definition gewählt, bei welchen Verbrechen die Vorratsdatenspeicherung zur Klärung der Tat herangezogen werden kann. Im Urteil des EuGH vom 8. April 2014 wurde die Grenze jedoch sehr eng gesetzt, so dass nur für schweres und organisiertes Verbrechen sowie Terrorismus Daten herangezogen werden können.
In einem Vorabentscheidungsverfahren sollte der Europäische Gerichtshof (EuGH) über die Vereinbarkeit von Section I des DRIPA mit Art. 7 und 8 sowie des Art. 52 Abs. 1 der Charta der Grundrechte der Europäischen Union (GRCh)  entscheiden. Nach Ansicht des EuGH stehen Art. 7, 8 und 11 sowie des Art. 52 Abs. 1 GRCh einer nationalen Regelung entgegen, die den Schutz und die Sicherheit der Verkehrs- und Standortdaten, insbesondere den Zugang der zuständigen nationalen Behörden zu den auf Vorrat gespeicherten Daten zum Gegenstand hat, ohne im Rahmen der Bekämpfung von Straftaten diesen Zugang ausschließlich auf die Zwecke einer Bekämpfung schwerer Straftaten zu beschränken, ohne den Zugang einer vorherigen Kontrolle durch ein Gericht oder eine unabhängige Verwaltungsbehörde zu unterwerfen und ohne vorzusehen, dass die betreffenden Daten im Gebiet der Union auf Vorrat zu speichern sind.